# Eredivisie 2019/20 (vrouwenvoetbal)
De Eredivisie 2019/20 is het negende seizoen van deze competitie. Het is de hoogste vrouwenvoetbalafdeling die door de KNVB wordt georganiseerd. De competitie bestaat sinds dit seizoen uit acht teams.

## Gevolgen van de coronacrisis in Nederland
In april 2020 besloot de KNVB dat de competitie vanwege de Coronacrisis niet wordt uitgespeeld, en dat er geen winnaar wordt aangewezen. PSV plaatst zich daarmee als hoogst geplaatste club voor directe deelname aan het Champions League hoofdtoernooi, en Ajax speelt voor een plek in de voorrondes. Degradatie en promotie kent het vrouwenvoetbal nog niet.

## Deelnemende teams
| Club                  | Plaats     | Stadion                                         | Train(st)er       |
| --------------------- | ---------- | ----------------------------------------------- | ----------------- |
| ADO Den Haag          | Den Haag   | Cars Jeans Stadion                              | Sjaak Polak       |
| AFC Ajax              | Amsterdam  | De Toekomst                                     | Danny Schenkel    |
| VV Alkmaar            | Alkmaar    | Sportpark Robonsbosweg                          | Corina Dekker     |
| Excelsior/Barendrecht | Rotterdam  | Sportpark de Bongerd Van Donge & De Roo Stadion | Richard Mank      |
| sc Heerenveen         | Heerenveen | Skoatterwâld                                    | Roeland ten Berge |
| PEC Zwolle            | Zwolle     | MAC³PARK stadion                                | Joran Pot         |
| PSV                   | Eindhoven  | De Herdgang                                     | Sander Luiten     |
| FC Twente             | Enschede   | Sportpark Het Diekman                           | Tommy Stroot      |

>> Competitie geannuleerd, het hieronder getoonde is de situatie op 18 februari 2020, de datum waarop de laatste wedstrijden zijn gespeeld. <<

## Reguliere competitie

### Stand
| Pos | Team                  | Wed | W  | G | V | Ptn | DV | DT | +/− | Kwalificatie                        |
| --- | --------------------- | --- | -- | - | - | --- | -- | -- | --- | ----------------------------------- |
| 1   | PSV                   | 12  | 10 | 2 | 0 | 32  | 42 | 8  | +34 | Kwalificatie voor Kampioensgroep    |
| 2   | Ajax                  | 12  | 8  | 1 | 3 | 25  | 22 | 11 | +11 | Kwalificatie voor Kampioensgroep    |
| 3   | Twente                | 12  | 7  | 2 | 3 | 23  | 28 | 15 | +13 | Kwalificatie voor Kampioensgroep    |
| 4   | Heerenveen            | 12  | 5  | 3 | 4 | 18  | 18 | 17 | +1  | Kwalificatie voor Kampioensgroep    |
| 5   | ADO Den Haag          | 12  | 3  | 3 | 6 | 12  | 12 | 16 | −4  | Kwalificatie voor Plaatseringsgroep |
| 6   | Alkmaar               | 12  | 2  | 4 | 6 | 10  | 19 | 29 | −10 | Kwalificatie voor Plaatseringsgroep |
| 7   | PEC Zwolle            | 12  | 2  | 4 | 6 | 10  | 17 | 32 | −15 | Kwalificatie voor Plaatseringsgroep |
| 8   | Excelsior/Barendrecht | 12  | 0  | 3 | 9 | 3   | 10 | 40 | −30 | Kwalificatie voor Plaatseringsgroep |

### Programma/uitslagen
| Thuis \ Uit           | ADO    | AJA    | ALK    | EXC    | HEE    | PEC    | PSV    | TWE    |
| --------------------- | ------ | ------ | ------ | ------ | ------ | ------ | ------ | ------ |
| ADO Den Haag          |        | 1–0    | 20 mrt | 0–0    | 1–2    | 1–2    | 0–1    | 0–1    |
| Ajax                  | 1–0    |        | 4–0    | 27 mrt | 0–0    | 4–0    | 1–4    | 2–1    |
| Alkmaar               | 1–1    | 1–2    |        | 4–0    | 3–2    | 2–2    | 27 mrt | 0–2    |
| Excelsior/Barendrecht | 1–3    | 0–2    | 3–3    |        | 0–2    | 20 mrt | 1–5    | 2–4    |
| Heerenveen            | 27 mrt | 0–1    | 3–1    | 2–0    |        | 1–0    | 1–4    | 1–3    |
| PEC Zwolle            | 2–4    | 2–4    | 2–1    | 2–2    | 3–3    |        | 0–4    | 27 mrt |
| PSV                   | 1–1    | 20 mrt | 5–0    | 9–1    | 1–1    | 4–0    |        | 1–0    |
| Twente                | 4–0    | 2–1    | 3–3    | 4–0    | 20 mrt | 2–2    | 2–3    |        |